# Imperiul atomului
Imperiul atomului (engleză: Empire of the Atom) este un roman științifico-fantastic scris de A. E. van Vogt. A fost publicat prima oară în 1957 de către Shasta Publishers într-un tiraj de 2.000 exemplare. Romanul se bazează pe primele cinci povestiri ale Zeilor publicate de Vogt în revista Astounding. Povestea din Imperiul atomului este continuată în romanul Vrăjitorul din Linn, în care sunt adunate restul povestirilor din seria Zeilor, cele două romane formând seria Clane.
Cartea include un arbore genealogic al familiei conducătoare a Imperiului Linn.

## Conținut
- "A Son Is Born"
- "Child of the Gods"
- "Hand of the Gods"
- "Home of the Gods"
- "The Barbarian" (ro. Barbarul)

## Povestea
Într-o lume barbară din viitor în care navele spațiale și alte forme de tehnologii avansate au fost uitate, majoritatea cunoștințelor omenirii au dispărut într-un război atomic cu o specie extraterestră care a avut loc cu mult timp înainte de faptele care se petrec la începutul romanului.
Pe Pământ a ajuns la putere familia Linn, iar aceasta se străduiește să cucerească întreg sistemul solar. Familia nu este însă scutită de intereferența zeilor atomici, astfel încât în sânul ei se naște un mutant, Clane Linn. Deși mutanții sunt considerați paria ai societății și sunt excluși sau chiar omorâți, Lordul Conducător acceptă sfatul unui savant și îl lasă în viață pe Clane, asigurându-i o educație aleasă într-o locație retrasă.
Decizia lui se dovedește a fi una bună, Clane devenind o unealtă extrem de folositoare în țesătura de intrigi care pune în pericol supraviețuirea imperiului. După cucerirea planetei Marte și moartea Lordului Conducător și a succesorului acestuia, fii rămași încep o luptă pentru supremația în imperiu, purtată în paralel cu lupta pentru înfrângerea rezistenței de pe Venus.
Ajuns în slujba tempelelor zeilor atomului, Clane descoperă o serie de artefacte a căror manipulare permite vindecarea sau uciderea oamenilor. Deși inițial le folosește pentru protecția personală, Clane se vede nevoit să apeleze la ele pentru salvarea imperiului, atunci când acesta este pe cale să fie cucerit de barbarii de pe Europa. 

## Opinii critice
Autorul și criticul James Blish a observat că intriga povestirilor Zeilor seamănă cu cea din romanele despre Claudius ale lui Robert Graves. La rândul său, Damon Knight a fost de părere că intriga a fost "preluată aproape complet" din I, Claudius
Recenzorul Floyd C. Gale de la Galaxy a amendat romanul pentru ciudatele sale contradicții interne, în special pentru o scenă în care "o flotă de nave spațiale descarcă asupra dușmanului un potop de săgeți."

## Vezi și
- 1957 în științifico-fantastic